# Ельянов, Яков Исаакович
Яков Исаакович Ельянов (род. 3 сентября 1919, Рославль, Смоленская губерния — 26 июня 2011, Москва) — заслуженный тренер СССР и России по лёгкой атлетике.

## Биография
Родился 3 сентября 1919 года в городе Рославль Смоленской губернии. В 1941 году окончил Военный факультет ГЦОЛИФК. Участвовал в Великой Отечественной войне.
Яков Исаакович Ельянов — корифей российской легкой атлетики. С 1946 работал тренером и посвятил этой деятельности более 60 лет. Он воспитал целую плеяду великих спортсменов — чемпионов СССР, России, Европы, Мира и Олимпийских игр. Среди них — финалистка Олимпиады в Монреале Светлана Стыркина-Плескач, с которой впоследствии Яков Исаакович работал в тандеме более 40 лет. Результатом их совместной работы стала двойная победа Светланы Мастерковой на Олимпийских играх в Атланте, где она выиграла золотые медали на дистанциях 800 и 1500 метров. Другими известными подопечными Якова Исааковича были: Михаил Линге, Мария Пинигина, Ирина Подъяловская, Светлана Китова, Елена Корбан, Ольга Нелюбова, Ольга Кузнецова, Татьяна Лебонда, Сергей Кожевников, Василий Поликашин, Константин Русских, Валерий Терешин, Павел Литовченко, Виктор Анохин, Георгий Чернышев, Татьяна Арнаутова, Любовь Большакова, Анатолий Иванов, Андрей Семёнов, Валентин Кульбацкий, Людмила Борисова, Юлия Косенкова, Ольга Распопова, Наталья Горелова, Татьяна Андрианова, Екатерина Костецкая, Оксана Зброжек, Светлана Клюка и многие другие.
В 1999 году был награждён медалью «За заслуги перед Отечеством» 2-й степени.
Скончался в 2011 году в возрасте 91 года. Был захоронен на Перловском кладбище в Москве.